# Zugsführer

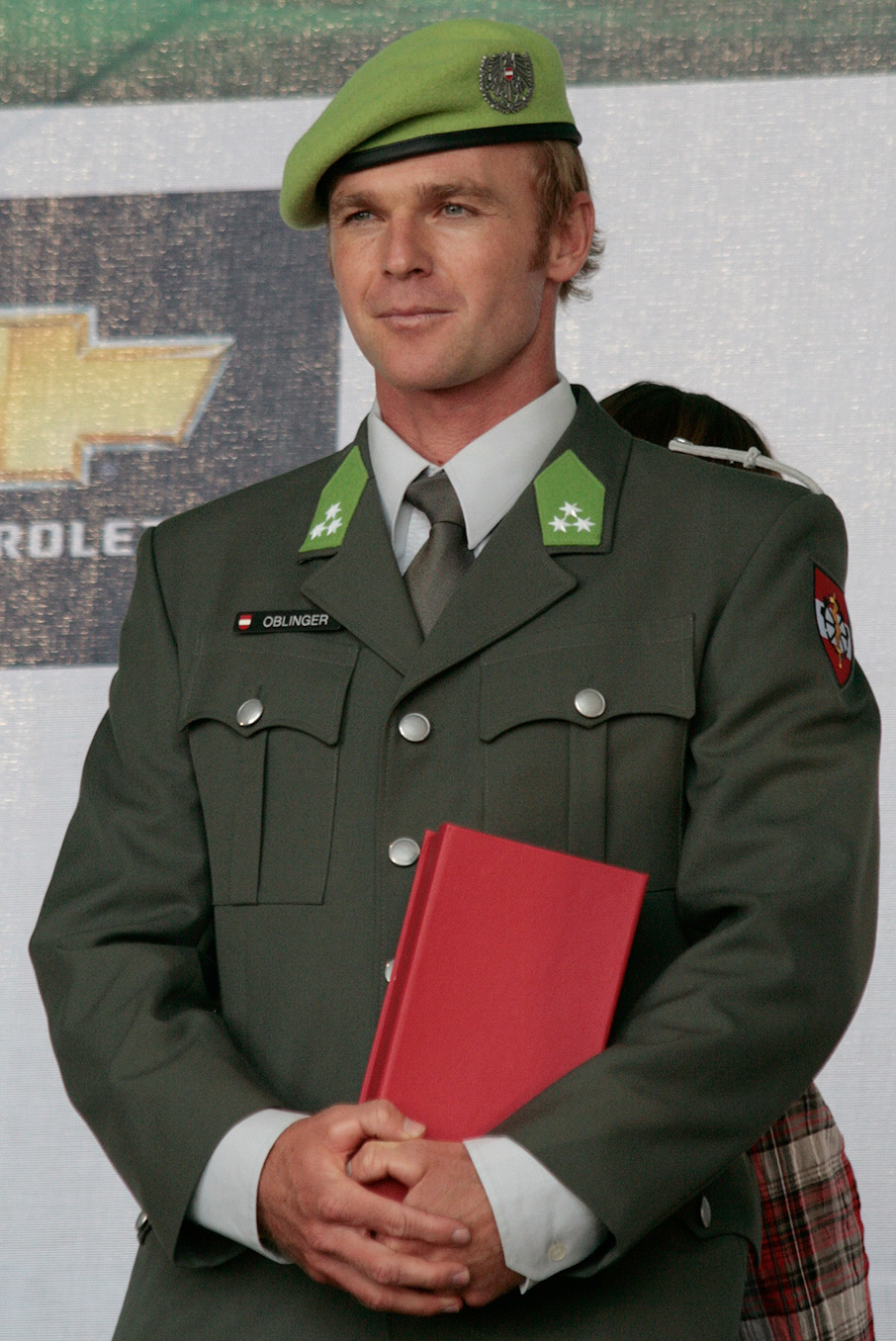
Helmut Oblinger als Heeressportler mit dem Dienstgrad Zugsführer (Wien 2009)

Zugsführer – Kurzform: Zgf oder ZF – ist ein Mannschaftsdienstgrad (Verwendungsgruppe M ZCh/Chargen) beim österreichischen Bundesheer.

## Dienstgrad und Aufgaben
Dem Zugsführer kommt in der deutschen Bundeswehr etwa der Dienstgrad Oberstabsgefreiter gleich. Er kann Kommandantenaufgaben bis in Gruppenstärke übernehmen und darf daher nicht mit dem deutschen Zugführer im Militär verwechselt werden.
In Auslandseinsätzen wird er auf Englisch als Master Corporal (MCpl) bezeichnet und trägt den NATO-Rangcode OR-4.
Soldaten, die in der Ausbildung zum Unteroffizier (HUAK) oder zum Offizier (KAAusb) stehen, tragen eine eigene Version des Dienstgrades mit silberfarbenem Querbalken am Oberrand.

## Österreich-Ungarn
In der österreichisch-ungarischen Armee wurde die Charge Zugsführer (ungarisch Szakaszvezető) per Organisations-Statut für die k.k. Armee vom 25. Jänner 1857  eingeführt. Sie entsprach dem deutschen Unteroffiziersdienstgrad Sergeant. Der Zugsführer trug drei weiße sechsspitzige Kragensterne (bis 1901 aus Tuch, dann Zelluloid), an der Seitenwaffe das Unteroffiziersportepee aus gelb-schwarzer Wolle. Hervorgegangen war der Zugsführer aus der Charge Zugskorporal, der, wie der Korporal, aber nur zwei Kragensterne trug.
Dem Dienstgrad Zugsführer gleichgestellt und mit den entsprechenden Dienstgradabzeichen versehen waren:
Stabführer (Militärmusik)
Kurschmied (Beschlagwesen)
Rechnungs-Unteroffizier 2. Klasse (ungarisch Számvivő altiszt)
Waffenmeister 2. Klasse
Bis zum Ersten Weltkrieg wurden die Zugsführer auch „Schwarmführer“ genannt.